# Kidatu
Kidatu er en by i det sydlige Tanzania, omkring 300 km sydvest for Dar-es-Salaam
Kidatu ligger i distriktet  Kilombero i Morogoro regionen.  Befolkningen er på  omkring 3.300 og vigtigste erhverv er  dyrkning af sukkerrør. En af Afrikas største sukkerplantager; Illovo Sugar Plantation ligger i Kidatu.
Kidatu station på TAZARAjernbanen er overgangsstation til den tanzanianske jernbane. En 100 km lang forbindelse til Kilosa på Tanzania Railways blev taget i brug i 1997 som forbinder de to jernbaner med  forskellig sporvidde, TAZARa med smalspor på  1 067 mm og Tanzanias meterspor.
I 1970'erne blev floden Rufiji opdæmmet og der blev bygget en større kraftstation i Kidatu. Kraftstationen som har fire turbiner har en kapacitet på 400 MW og forsyner bl.a. Dar-es Salaam med elektrisk kraft. Dæmningsanlægget og kraftstationen blev bygget med økonomisk og teknisk bistand fra Sverige gennem den svenske ulandsorganisation SIDA.